# 中川紀壽
中川 紀壽（なかがわ のりとし）は、日本の機械工学者。広島大学名誉教授。元日本機械学会機械力学・計測制御部門長。

## 人物・経歴
1968年大阪大学工学部精密工学科卒業。1970年大阪大学大学院工学研究科精密工学専攻修了、神戸大学工学部機械工学科助手。1977年大阪大学工学博士。
1986年神戸大学工学部機械工学科助教授。
1988年広島大学工学部教授。同年日本機械学会機械力学・計測制御部門部門貢献賞受賞。1997年日本機械学会会員功労者表彰受賞。2001年広島大学大学院工学研究科教授、精密工学会中国四国支部支部長。2002年日本機械学会工学教育センター設立準備室運営委員会委員長、日本機械学会フェロー。2003年日本設計工学会中国支部支部長。2004年日本材料学会衝撃部門委員会委員長。2006年日本機械学会機械力学・計測制御部門長。退職後、広島国際学院大学教授。
2010年度日本機械学会機械力学・計測制御部門部門賞（部門功績賞）受賞。